# Henri Fabiani
Henri Fabiani, né le 19 mai 1919 dans le 6e arrondissement de Paris et mort le 3 septembre 2012 à La Garenne-Colombes, est un réalisateur français spécialisé dans le film documentaire.

## Biographie
Henri Fabiani abandonne ses études et travaille dans le cinéma dès l'âge de 17 ans : dans un premier temps, il balaie le studio où il est employé. Opérateur d'actualités à partir de 1937 et opérateur de prises de vues au Service cinématographique de l'armée pendant la Seconde Guerre mondiale, il devient chef de reportage à Métro Journal en 1948 et 1949. Il se fait connaître au cours des années 1950 grâce à la réalisation de plusieurs courts métrages consacrés notamment au monde du travail. Son documentaire Les Hommes de la nuit obtient le « Premier prix des courts métrages culturels » à Venise en 1952, tandis que le « Prix du reportage filmé » est décerné à La Grande Pêche au Festival de Cannes en 1955.
Il tourne en 1960 son unique long métrage, Le bonheur est pour demain, interprété par Jean Martinelli, Irène Chabrier et Jacques Higelin, qui rencontre à cette occasion Henri Crolla, auteur avec Georges Delerue de la musique de ce film resté méconnu. Après cet échec commercial, Henri Fabiani se consacre à la réalisation de films documentaires, préférant « être un petit réalisateur de court métrage industriel sans prétention (...) que d'être celui qui, constamment, attend et le producteur, et la prime à la qualité, et la réponse de tel interprète... ».
Devenu producteur de spectacles audiovisuels, Henri Fabiani invente dans les années 1970, un procédé photographique original appelé « Imagecontinue », consistant à faire défiler à vitesse lente une pellicule sur laquelle les images de nombreuses diapositives ont été fondues à la manière d'une fresque. 
Il a fait partie du Groupe des Trente, et a obtenu en 1995 le prix de la SCAM pour l'ensemble de son œuvre.
Son décès, en 2012, passe pratiquement inaperçu : seule la revue Jeune Cinéma en fait état.

## Filmographie partielle
Courts métrages
- 1952 : Les Hommes de la nuit
- 1955 : La Grande Pêche
- 1956 : Tu enfanteras sans douleur
- 1956 : Marche française (coréalisateur : Raymond Vogel)
- 1956 : Houston Texas, court métrage de François Reichenbach (voix)[8]
- 1957 : Portrait de la France
- 1958 : Ces gens de Paris
- 1960 : Photo souvenir
- 1960 : Demain la route (film primé au festival de Turin et à celui de Venise en 1961)
- 1960 : Diagnostic C.I.V. (Médaille d'argent au Festival de Moscou en 1960)
- 1965 : Au large du désert
- 1967 : Le Temps redonné (coréalisateur : Jean-Louis Levi-Alvarès)
- 1967 : The Empty Seas

Long métrage
- 1960 : Le bonheur est pour demain